# Das große Herz
Das Große Herz ist ein einfaches Würfelspiel mit einem einzelnen Würfel für beliebig viele Mitspieler.

## Spielweise

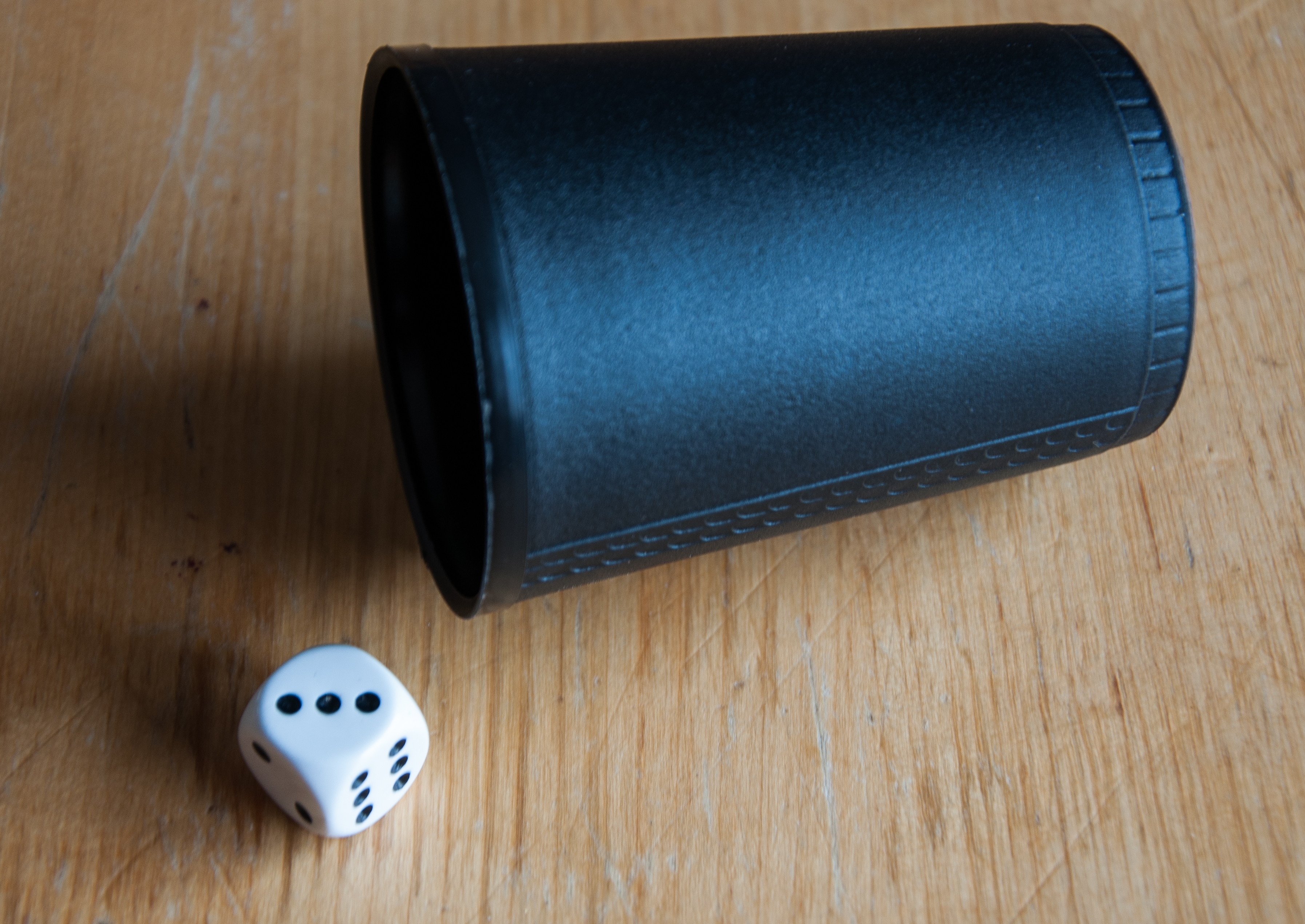
Das Große Herz wird mit einem einzelnen Würfel gespielt.

Vor dem Spiel wird von jedem Mitspieler ein Herz auf einen Papierbogen gemalt und in sechs Felder geteilt. Danach würfelt jeder Spieler mit einem Würfel je einmal und füllt ein Feld seines Herzen mit der Zahl. Würfelt er in den nächsten Runden erneut die Augenzahl, schreibt er diese in das Herz seines linken Nachbarn, danach in des nächsten Spielers. Ist der Wert bei allen Spielern ausgefüllt, verfällt er. Der Verlierer ist der Spieler, der zuletzt noch offene Felder in seinem Herzen hat.

## Belege
1. ↑  „Das große Herz“ In: Robert E. Lembke: Das große Haus- und Familienbuch der Spiele. Lingen Verlag, Köln o. J.; S. 241–242.